# Rydell Poepon
Rydell Poepon (sinh 28 tháng 8 năm 1987 ở Amsterdam) là một cầu thủ bóng đá Hà Lan thi đấu ở vị trí tiền đạo cho Boluspor.

## Sự nghiệp câu lạc bộ
Poepon trải qua đào tạo trẻ ở Ajax nhưng chưa bao giờ thi đấu ở đội chính. Anh được cho mượn đến Willem II hai mùa giải trước khi gia nhập Sparta Rotterdam vào mùa hè 2008. Sau khi Sparta xuống chơi ở Eerste Divisie năm 2010, anh chuyển đến De Graafschap. Vào tháng 6 năm 2012 anh ký hợp đồng có thời hạn 2+1 năm với ADO Den Haag.